# Daggborre
Daggborre (Maladera holosericea) är en skalbaggsart som beskrevs av Giovanni Antonio Scopoli 1772. Enligt Catalogue of Life ingår daggborre i släktet Maladera och familjen Melolonthidae, men enligt Dyntaxa är tillhörigheten istället släktet Maladera och familjen bladhorningar. Enligt den svenska rödlistan är arten starkt hotad i Sverige. Arten förekommer i Götaland. Arten har tidigare förekommit på Gotland men är numera lokalt utdöd. Artens livsmiljö är jordbrukslandskap. Inga underarter finns listade i Catalogue of Life.

## Bildgalleri

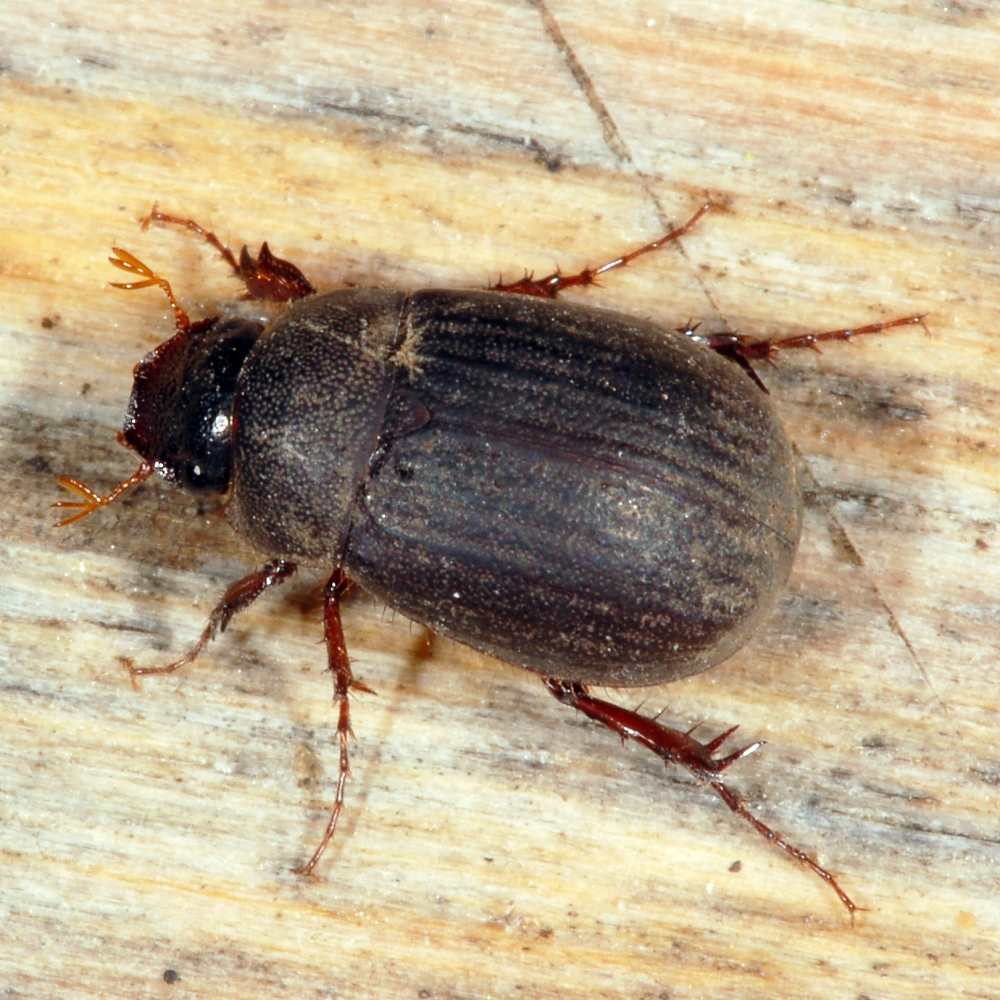
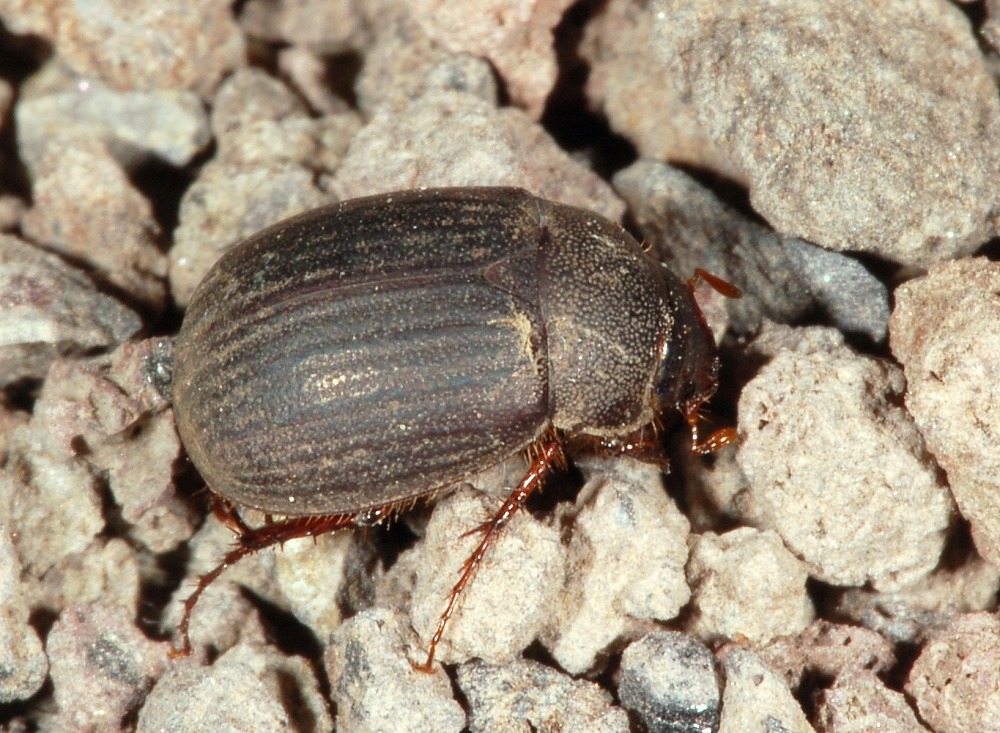
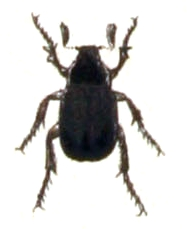
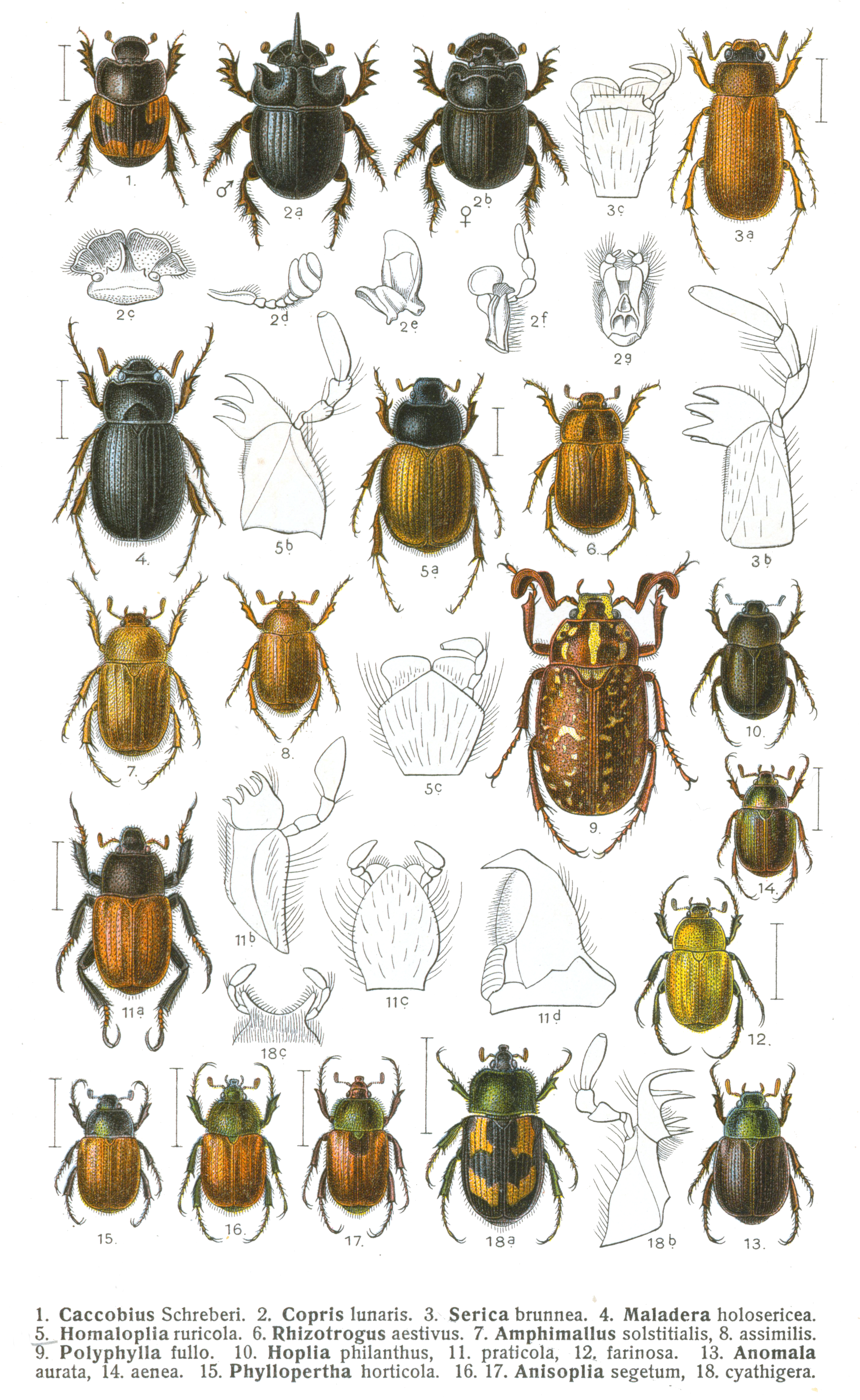